# Lili Ivanova
Lili Ivanova (tiếng Bulgaria: Лили Иванова; sinh ngày 24 tháng 4 năm 1939 tại Kubrat) là nữ ca sĩ nổi tiếng người Bungary. Bà được đánh giá là ca sĩ nhạc pop lớn nhất của Bungary và là thần tượng của hơn 3 thế hệ người dân nước này.

## Tiểu sử
Lili Ivanova là con gái của Ivan Damianov, một nhân viên văn phòng Thị trưởng và mẹ là Maria Petrova Damianova làm nghề phục vụ bàn. Tên khai sinh của bà là Liliana Ivanova Petrova, nhưng khi đã thành danh mọi người trên khắp thế giới quen gọi bà là Lili Ivanova.
Ban đầu bà theo học nghề y, tốt nghiệp trường Trung cấp Y tại Varna vào tháng 3 năm 1959 khi 20 tuổi và làm y tá tại quê nhà trong 1 năm. Người ta phát hiện ra tài năng âm nhạc của bà trong tốp hát của nơi bà làm việc. Bà bắt đầu có danh tiếng từ khi thể hiện ca khúc nổi tiếng В субботу вечером (Tối thứ bảy) của các nhạc sĩ Yoshida. Năm 1963 bà phát hành album đầu tiên, được thực hiện tại Rumani theo đề nghị của công ty Electrecord của nước này. Đây cũng là lần đầu tiên album của một nghệ sĩ Bungary được thu âm ở nước ngoài. Lili Ivanova nhận giải thưởng quốc tế đầu tiên Золотой Ключ (Chìa khóa vàng) vào năm 1966 tại Bratislava (Tiệp Khắc cũ) với bài hát tiếng Bulgaria "Adagio" của nhạc sĩ Angela Zaberski. Sau đó bà giành nhiều giải thưởng âm nhạc quốc tế khác.
Trong gần 50 năm biểu diễn, Lili Ivanova đã thu trên 500 bài hát trong 35 album, trong đó có 2 đĩa hát vàng đã đi khắp châu Âu (trên 15000 bản). Tại Bungary, bà phát hành 89 đĩa đơn. Lili Ivanova đã phát hành nhiều đĩa đơn và album tại România, Thổ Nhĩ Kỳ, Đức, Tây Ban Nha và một số nước khác. Bà rất nổi tiếng tại Nga và phát hành nhiều album tại các nước thuộc Liên Xô cũ. Bà biểu diễn bằng nhiều thứ tiếng: Nga, Anh, Pháp, Đức, Thổ Nhĩ Kỳ, Tây Ban Nha, Ý và Hebrew.
Lili Ivanova đã thực hiện nhiều chuyến lưu diễn nước ngoài, trong đó chủ yếu ở Liên bang Xô viết cũ (và Liên bang Nga trong thập niên 1990). Bà có nhiều buổi biểu diễn thành công tại Đức, Cuba, Nhật Bản, Thổ Nhĩ Kỳ, Cộng hòa Séc, Nam Tư, Hungary, Hy Lạp, Bồ Đào Nha, và nhiều chuyến sang Hoa Kỳ, Canada hát cho cộng đồng người Bungary sống tại đó.
Năm 1997, Hội Phụ nữ quốc tế đã đề cử bà là một trong những người phụ nữ nổi tiếng nhất thế kỷ 20. Tháng 4 năm 2009, bà xuất bản cuốn tự truyện "Istinata" do nhà xuất bản Karbovski phát hành, trong đó bà thuật lại các những chặng đường trong cuộc sống từ thời thơ ấu và kết thúc với chiến thắng tại Olympia Paris trong tháng 1 năm 2009. Cuốn sách đã gây ra tranh cãi tại Bulgary, nhiều người tin rằng một số sự kiện là không đúng sự thật.
Bà đã lập ra Quỹ Lili Ivanova để làm từ thiện trợ giúp các trẻ em mồ côi.

## Danh sách đĩa hát

### Album
- 2008 — Една любов
- 2006 — Златна Колекция:Без Правила
- 2003 — Иллюзия наречена любов
- 2000 — Ветрове
- 1998 — Частен случай
- 1995 — Готови ли сте за любов
- 1993 — Хазарт
- 1989 — Тежка сватба
- 1987 — Ти ме повика
- 1986 — Лили 86
- 1984 — Искам Те 2
- 1984 — Искам Те 1
- 1983 — Сърцето те избра
- 1982 — Щурче
- 1979 — Моят Град 2
- 1979 — Моят Град 1
- 1978 — Животът ни събира, животът ни разделя
- 1977 — Гълъбът
- 1976 — Стари мой приятелю
- 1975 — Танго
- 1973 — Вечност
- 1972 — Обичам Те 2
- 1972 — Обичам Те 1
- 1970 — Камино
- 1969 — Този свят е тъй прекрасен
- 1968 — Море на младостта
- 1967 — Уличката малка
- 1963 — Lili Ivanova — Recital

### Đĩa đơn
- 1963 — Ако имах чук
- 1965 — Събота вечер
- 1965 — Ти
- 1965 — Ваканцията свърши
- 1966 — Спот 66
- 1966 — Адажио
- 1966 — Адажио
- 1968 — Без радио не мога
- 1968 — Изпълнения на Лили Иванова
- 1968 — Bulutlar
- 1968 — Yo creo en ti
- 1968 — Априлска шега
- 1968 — Поет Лили Иванова
- 1969 — За обич съм родена
- 1970 — Сердце
- 1970 — Tschau-Tschau und komm wieder
- 1970 — Rote Rosen vom Schwarzen Meer
- 1970 — Реквием
- 1970 — Този свят е тъй прекрасен
- 1970 — Es Gibt Nie Ein Goodbye
- 1971 — Пътеките
- 1972 — Българка
- 1972 — Ръцете ти
- 1973 — Огънят
- 1973 — Аугуста
- 1973 — Панаири
- 1973 — Абракадабра
- 1976 — Коя бе ти
- 1977 — Лили Иванова — Асен Гаргов
- 1977 — Вярвай ми
- 1977 — Остани
- 1977 — Лили Иванова — Асен Гаргов
- 1978 — За две ръце
- 1978 — Честита Нова Година
- 1979 — Моят град
- 1980 — Забудь обратную дорогу
- 1981 — Един живот
- 1981 — Woman in love
- 1985 — My way
- 1986 — Закъснение
- 2004 — Танго

## Giải thưởng và xếp hạng
1. The Golden Key - Bratislava (1966).
2. Giải nhất tại fesstival ở Warsaw (1967)
3. Giải biểu diễn hay nhất tại festival ở Barcelona (1968)
4. Giải vàng của MIDEM tại Cannes, Pháp (1969)
5. Giải vàng tại cuộc thi hát Olimpiada de Musica Pop ở Athens, Hy Lạp (1970)
6. Giải ba tại festival tại Rio de Janeiro (1970)
7. Giải ba với bài Panairi tại Tokyo (1973).
8. Năm 1996, Lili Ivanova được trao Giải một đời Sự nghiệp (Golden Orpheus Lifetime Achievement Award)[8]

- Lili Ivanova giành vị trí do Hội Phụ nữ quốc tế bình chọn là một trong những người phụ nữ nổi tiếng nhất thế kỷ 20
- Lili Ivanova giành vị trí cao nhất trong bảng xếp hạng Stara Planina của Tổng thống Bungari Petar Stoyanov cho những thành tích bà đạt được đối với nhạc (1999).

## Sự kiện
- Trong tháng 11 năm 2008, Lili Ivanova phát hành album CD "Одна любовь" (Một tình yêu) và một đĩa DVD đôi - «Bộ sưu tập Vàng" ghi âm của buổi hòa nhạc tại Cung văn hoá quốc gia ở Sofia.
- Ngày 9 tháng 11 năm 2009, ở tuổi 70, Lili Ivanova biểu diễn tại sảnh Olympia tại Paris. Bà là ca sĩ duy nhất của Bulgary được vinh dự này. Sau buổi diễn, bà nhận được một đề nghị cho công việc trong tương lai làm người đại diện của công ty "Universal Musique" tại Pháp.
- Ngày 8 tháng 4 năm 2009, Lili Ivannova có một buổi hòa nhạc duy nhất tại Moskva trong ngày thành phố kết nghĩa giữa Sofia và Moskva. Buổi hòa nhạc có sự tham dự của Thị trưởng Moskva Yuri Luzhkov và Thị trưởng Sofia, người hiện nay là Thủ tướng Bulgary Boyko Borisov.